# Цюлов, Андреас
Андреас Цюлов (нем. Andreas Zülow, род. 23 октября 1965 года в Людвигслюсте, ГДР) — бывший немецкий боксёр-любитель, олимпийский чемпион 1988 года, многократный призёр чемпионатов мира и Европы.
В 1995 завершил спортивную карьеру боксёра-любителя. Тогда же получил предложение о профессиональном договоре от гамбургской промоутерской фирмы Arena Box-Promotion. Но из-за возраста и недостаточной мотивированности отклонил предложение. Руководит клубом бокса и кикбоксинга в городе Гадебуш. Женат, имеет дочь.